# Brie de Melun

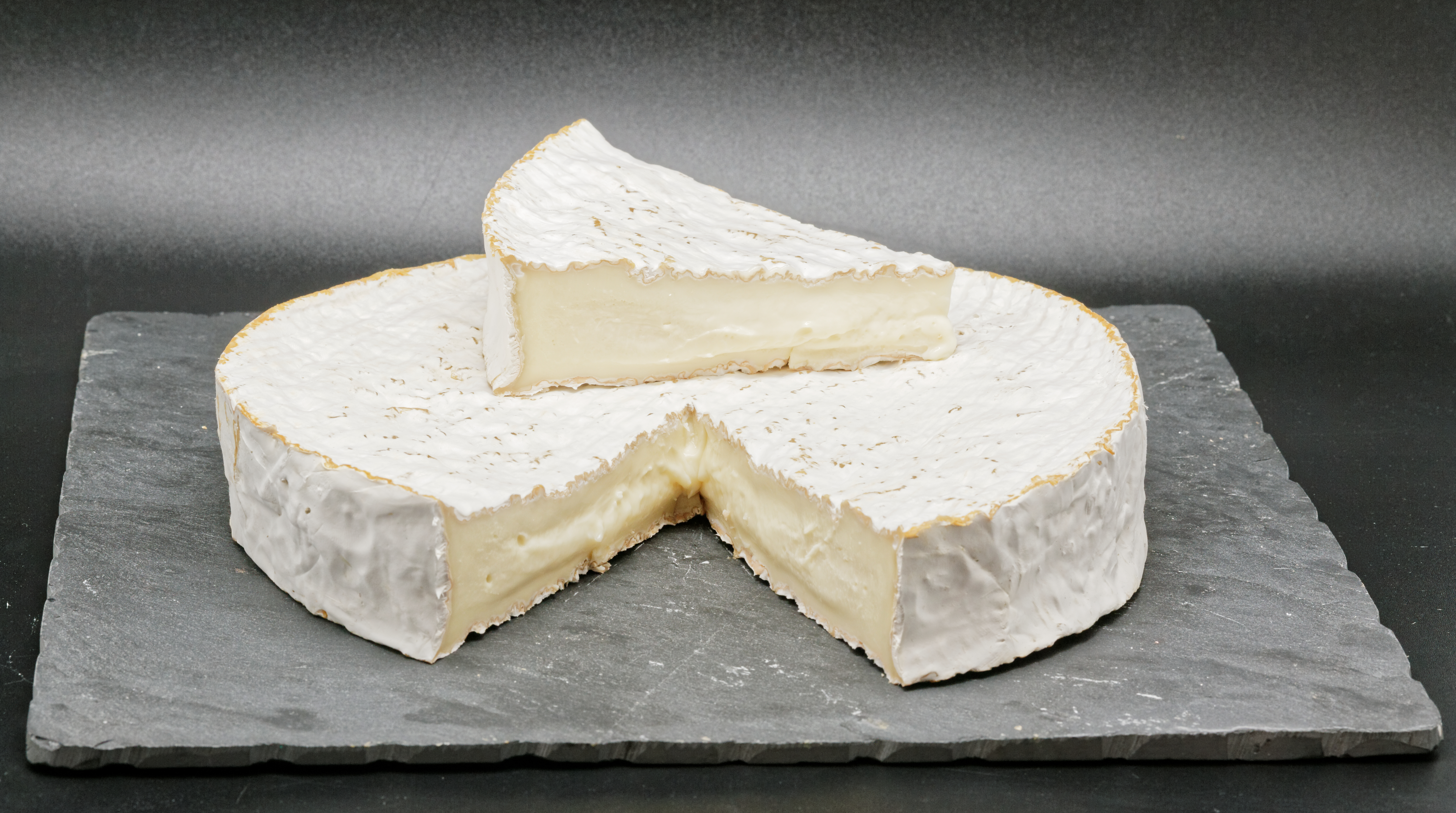
Brie de Melun

Brie de Melun este  o brânză franceză cu pasta moale și crustă de mucegai, având formă rotundă, de culoare albă, preparată din lapte crud și integral de vacă. Se produce în regiunea Brie. În trecut, era vândut în orașul Melun, care i-a dat numele.
Se prezintă sub formă de roată (în franceză roue) cilindrică foarte plată, cu diametrul de 27-28 cm și cu greutatea de 1,5-1,8 kg. Coaja este subțire, albă, acoperită de puf (mucegaiul Penicillium) și prezentă striuri de culoare roșie. Perioada de maturare durează de la 4 până la 12 săptămâni. Pasta este fermă, elastică și lucioasă, cu câteva găurile. Brânza Brie de Melun este foarte asemănătoare cu Brie de Meaux. Erau inițial aceleași brânzeturi. În prezent, brânza Brie de Melun este mai mică și are un gust mai pronunțat. Este și mai rară. Se vinde uneori sub denumirea „Melun albastru” brânzeturi Brie de Melun proaspete, pudrate cu cărbune de lemn.
Brânza Brie de Melun face obiectul unei denumiri de origine controlată (AOC) în Franța din anul 1980 și al unei denumiri de origine protejată (AOP) în Uniunea Europeană din 2009. Producția de Brie de Meaux AOP este de 213 tone, în comparație cu 6.785 tone pentru Brie de Meaux AOP.